# 美咲海送
美咲海送有限会社（みさきかいそう）は、長崎県佐世保市に本社のあった海運会社。長崎県内において旅客フェリー・高速船および貨物フェリーを運航していた。
長崎県北松浦郡生月町（現・平戸市生月町）に本社のあった大石海運有限会社（内航貨物船会社）の旅客船部門を営む100%子会社として設立された。
もとは平戸・生月や五島周辺で貨物フェリーなどを運航していたが、2002年に、それまで旅客航路としては九州商船が独占していた上五島航路に格安運賃で新規参入した。
運航経費を下げるため中古の小型船を使用して思い切った低価格で挑んだものの、知名度の低さや人口減少による五島航路の衰退、燃料価格の高騰などの影響を受け経営に行き詰まり、2008年に民事再生法の適用を申請して経営破綻した。その後鹿児島県のいわさきグループの支援を受け経営再建を進めたが、2013年（平成25年）5月31日をもって全ての業務を休止、その後2017年に清算が結了している。

## 沿革
- 1981年4月 - 会社設立。
- 1995年9月 - 高速船による博多〜平戸航路運航開始。
- 1996年3月 - 高速船「ふえにっくす」を購入。
- 1998年3月 - 「第二フェリー美咲」を購入し、RO-RO船に改造して貨物フェリーとして平戸〜的山大島航路に就航。
- 2002年2月 - 佐世保〜上五島・宇久・小値賀間の定期旅客航路認可。
- 2002年5月 - 佐世保〜上五島航路に「第三十八フェリー美咲」就航。
- 2003年3月 - 沖縄県島尻郡粟国村の村営フェリー「フェリーあぐに」を購入し、「フェリー美咲」と命名。
- 2003年5月 - 佐世保〜宇久・小値賀航路に「フェリー美咲」就航。
- 2004年7月 - 的山大島航路の「第二フェリー美咲」を旅客フェリー（80人乗り）に改造。
- 2008年3月 - 長崎県平戸市生月町より、佐世保市の佐世保港内にある鯨瀬ターミナルビルへ本社移転する。
- 2008年8月 - 親会社大石海運(有)とともに民事再生法の適用を申請し経営破綻。負債総額は6億5000万円。いわさきグループの支援により運航は継続。
- 2009年5月 - 宇久・小値賀航路を廃止。
- 2009年9月 - 大石海運の事業すべてを継承。
- 2011年5月 - 事務所を集約し、本社を佐世保市干尽町（現在地）に移転。
- 2012年2月1日 - 的山大島航路を休止[1]。
- 2013年5月 - 全ての業務を同月31日をもって休止。
- 2017年 - 会社清算結了。

## 航路

### 博多 - 平戸航路
高速船
- 博多港（福岡県福岡市） - 平戸港：2往復

### 宇久・小値賀航路
フェリー
- 佐世保港 - 小値賀島 - 宇久平（宇久島） - 佐世保港：1往復

### 的山大島航路
フェリー
- 平戸港（平戸市） - 的山港（平戸市大島村）：1往復
- 田平港（平戸市田平町）- 的山港：2往復（的山港 → 田平港のうち1便は平戸港経由）
- 薄香港（平戸市） - 的山港：1往復

### 上五島航路
フェリー
- 佐世保港（佐世保市） - 有川港（南松浦郡新上五島町）：2往復

高速船
- 佐世保港 - 有川港：2往復（2009年までは宇久島・小値賀島にも寄航していた）

貨物フェリー
- 佐世保（干尽岸壁） - 榎津（新上五島町） - 小値賀島（北松浦郡小値賀町） - 宇久島（佐世保市宇久町）：1往復

### 下五島航路
貨物フェリー
- 長崎（新長崎漁港） - 福江（五島市） - 奈留島：1往復

## 船舶

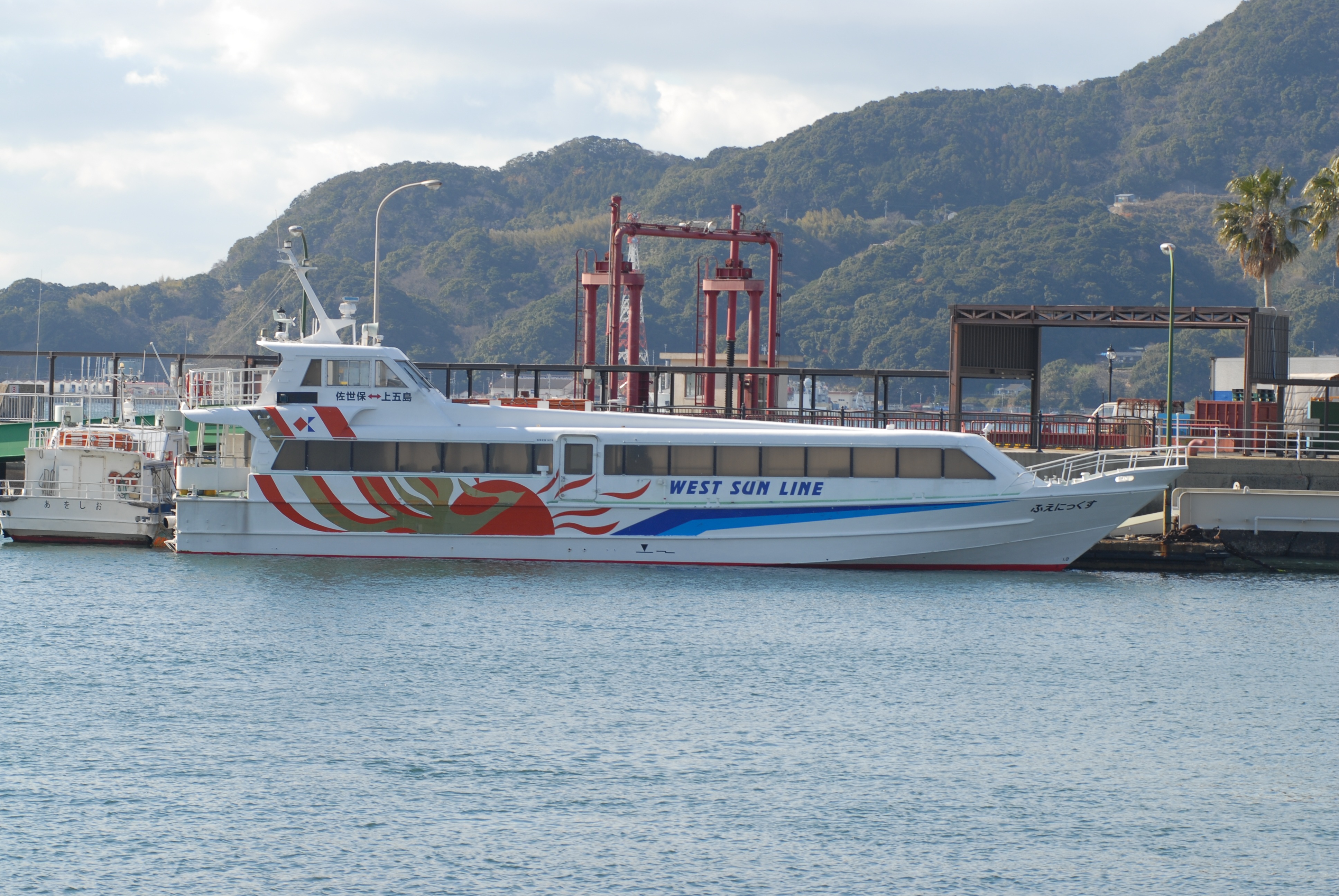
ふえにっくす (2006年)

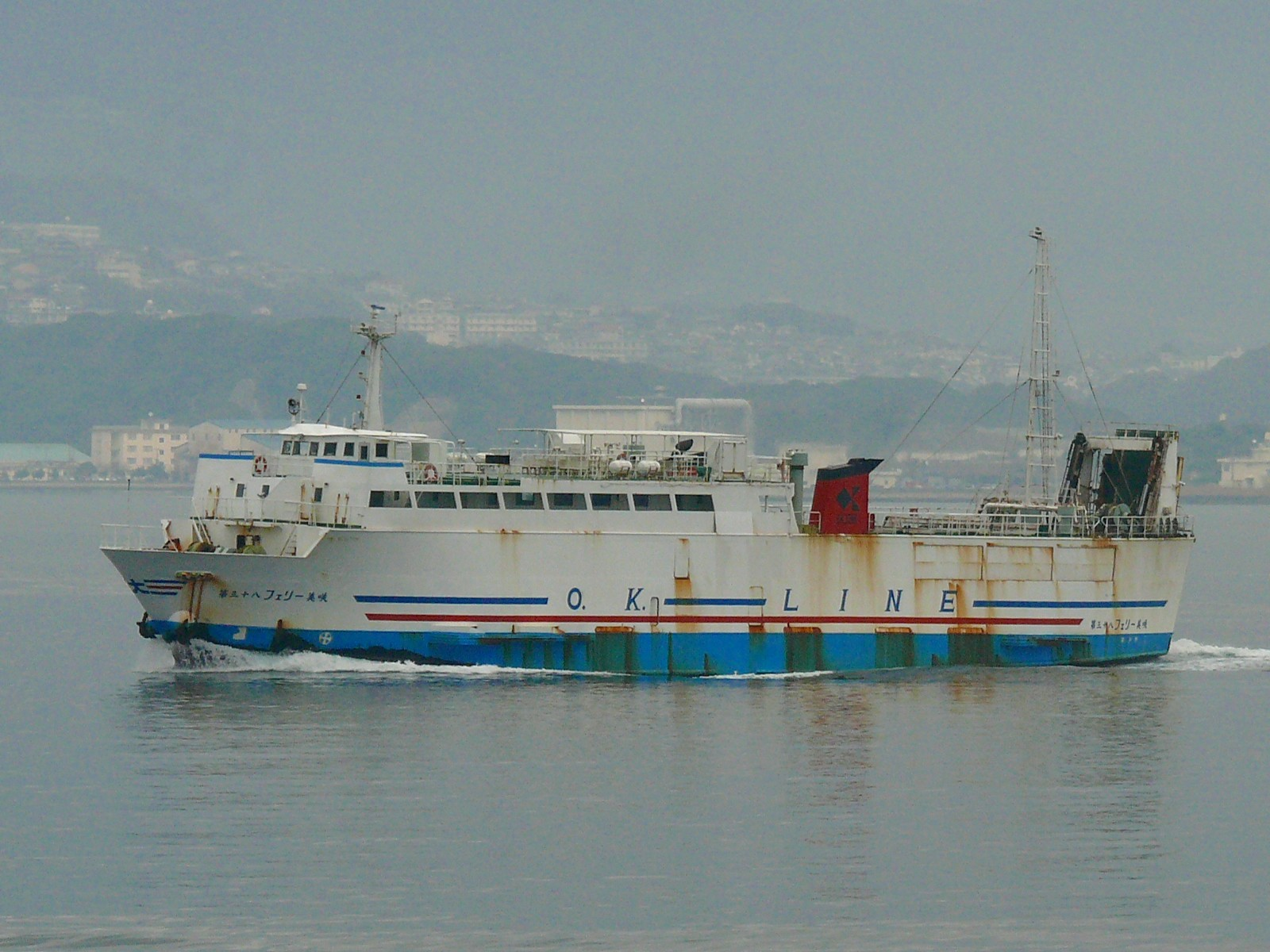
第三十八フェリー美咲（2009年）

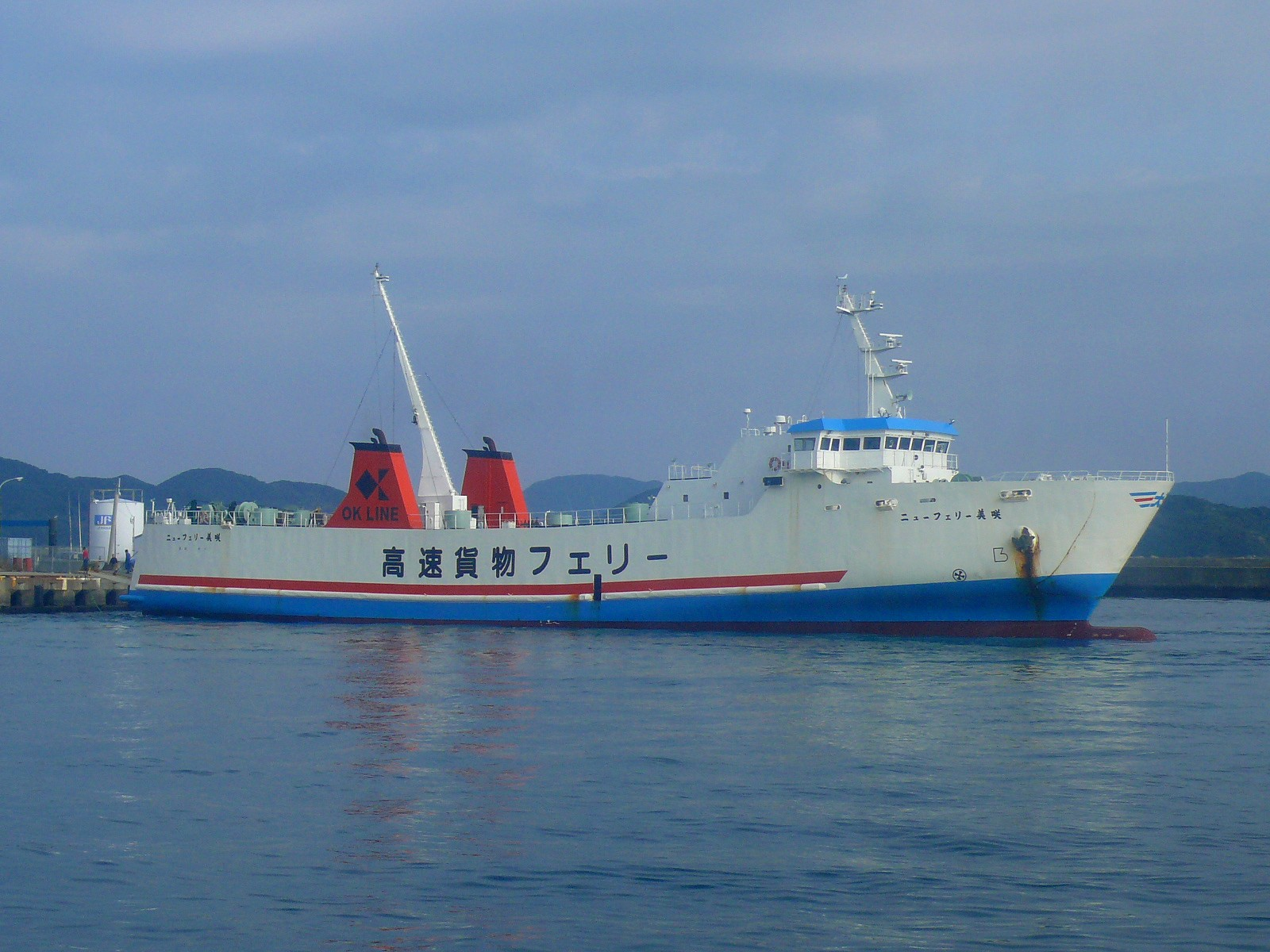
ニューフェリー美咲（2009年）

大石海運所属の船舶も含めて記述する。
- キングオブビッグストーン[2] (高速船)

1985年8月竣工、南海造船建造、FRP製。
43総トン、登録長20.60m、型幅5.18m、型深さ2.38m。
博多 - 平戸航路に就航。
- ふえにっくす[2] (高速船)

1986年7月竣工、瀬戸内クラフト建造、もと関西急行フェリー。
68総トン、登録長25.81m、型幅5.20m、型深さ2.41m、航海速力26.0ノット、旅客定員140名。
博多 - 平戸航路、佐世保 - 上五島航路に就航。

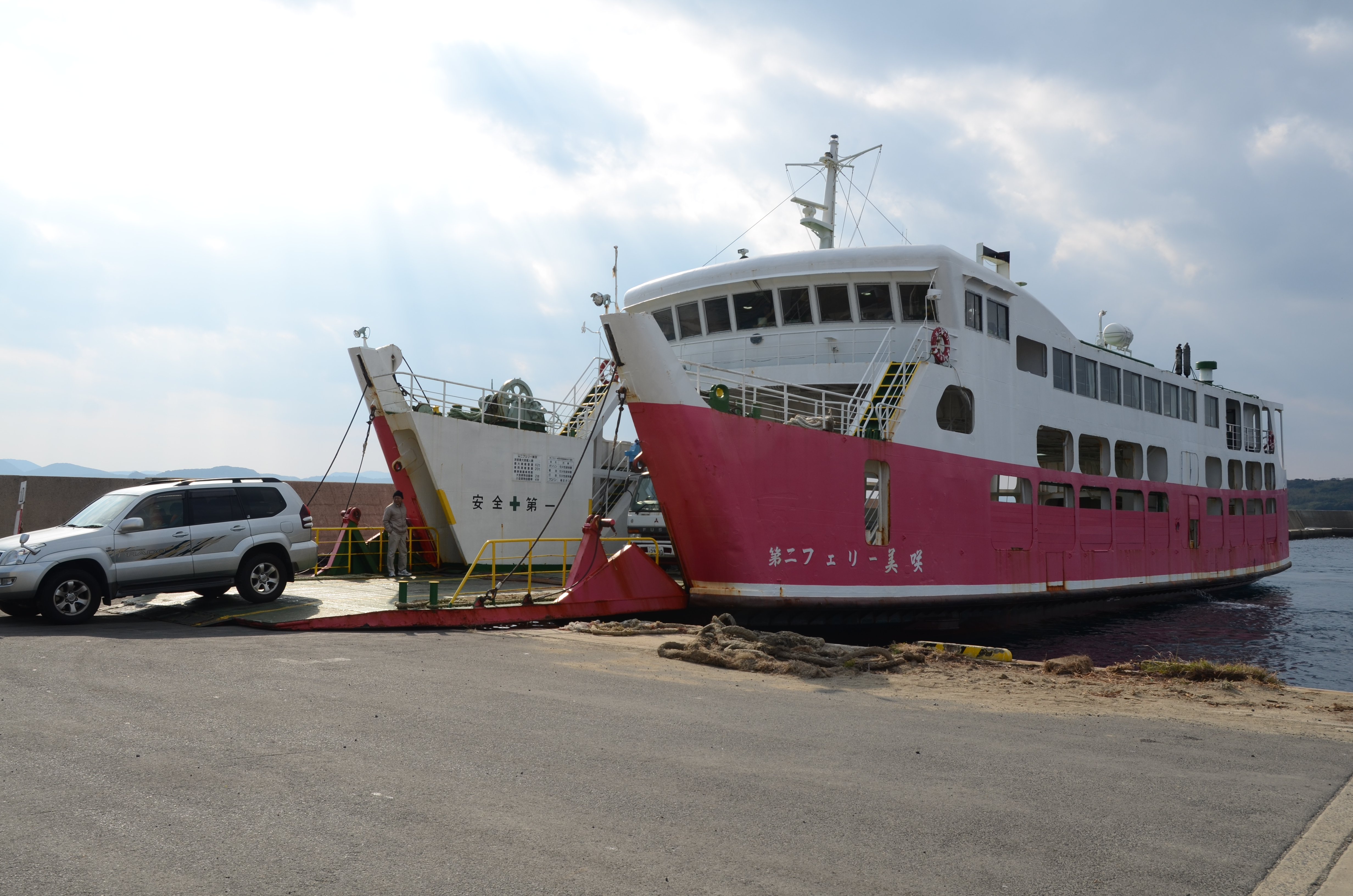
第二フェリー美咲(2代) (2011年)

- 第二フェリー美咲 (2代)[4] (RO-RO船→フェリー)

1977年5月竣工、1998年6月就航(買船)、川本造船所建造、もと三原観光汽船「フェリーすなみ」。
273.37総トン、全長39.00m、型幅8.60m、型深さ3.00m、ディーゼル1基、機関出力750ps、航海速力11ノット、旅客定員12名→80名、トラック9台。
平戸(田平) - 的山大島航路に就航。
- 第三十八フェリー美咲[4] (フェリー)

1989年3月竣工、2002年5月就航(買船・改造)、本田造船建造。もと大石海運所有のRO-RO貨物船。
465総トン、全長65.1m、型幅12m、型深さ4.66m、ディーゼル1基、機関出力2,000ps、航海速力15ノット、旅客定員140名、乗用車18台、トラック5台。
佐世保 - 上五島航路に就航。
- フェリー美咲[4] (フェリー)

1984年3月竣工、2003年5月就航(買船)、南九州造船建造、もと粟国村「フェリーあぐに」。
210総トン、全長47.11m、型幅9.6m、型深さ3.5m、ディーゼル1基、機関出力1,600ps、航海速力14ノット、旅客定員150名、乗用車16台。
佐世保 - 宇久 - 小値賀航路に就航。
- シーカーゴ五島[5] (RO-RO船)

1997年7月25日竣工、渡辺造船所本社建造。
497総トン、全長70.50m、型幅13.45m、型深さ4.80m、ディーゼル1基、機関出力2,000ps、航海速力15.31ノット、旅客定員12名。
佐世保 - 上五島航路に就航。
航路休止後、九商マリンエクスプレスに売船され、「マリンエース」に改名。
- ニューフェリー美咲[6][注 1]  (RO-RO船)

1993年7月13日竣工、臼杵造船所建造、もと関空カーゴアクセス「関空エクスプレス」。
698総トン、全長78.00m、型幅12.30m、型深さ9.90m、ディーゼル2基、機関出力4,076ps、航海速力18.50ノット、旅客定員12名。
長崎 - 五島航路に就航。
- 第二フェリー美咲 (初代)[7] (大石海運)

1965年1月進水、99.54総トン。引退後、個人船主に売船、「睦丸」に改名。
- 第三フェリー美咲[7] (大石海運)

1970年12月竣工、串木野造船建造。もと「第三伸光丸」。
199.11総トン、全長46.50m、型幅9.00m、型深さ2.90m、ディーゼル1基、機関出力800ps、航海速力10ノット。
- 第五フェリー美咲 (初代)[7] (大石海運)

1965年7月進水、99.74総トン。引退後、個人船主に売船、「第三フェリー睦丸」に改名。
- 第六フェリー美咲[2] (大石海運)

1971年5月竣工、大成造船東野工場建造。もと土生商船「第三かんおん」を貨物フェリーに改造。
99.57総トン、登録長28.20m、型幅7.00m、型深さ2.50m。
- みさき → 第一フェリー美咲[10] (大石海運)

1976年3月進水。
98.80総トン、登録長25.3m、型幅6.5m、型深さ2.5m。
- 第五フェリー美咲 (2代)[11] (大石海運)

1987年3月18日竣工、本田造船建造。
492総トン、全長63.80m、型幅15.00m、型深さ3.49m、ディーゼル1基、機関出力800ps、航海速力12.0ノット。
- 第八フェリー美咲[11] (大石海運)

1976年12月27日竣工、伊藤鉄工造船建造。もと「フェリー大洋丸」。
104.01総トン、全長30.00m、型幅8.00m、型深さ2.29m、ディーゼル1基、機関出力300ps、航海速力8.00ノット。
- 第十一フェリー美咲[11] (大石海運)

1964年10月31日竣工、1990年就航(買船)、三菱重工業下関造船所建造。もと徳信「なるしお丸」。
356.79総トン、全長54.31m、型幅9.00m、型深さ3.50m、ディーゼル2基、機関出力1,100ps、航海速力12.00ノット。
- 第28美咲[10]

プッシャーバージ式の貨物フェリー。「第三十八フェリー美咲」のドック代船としても使用された。